# 云景公园

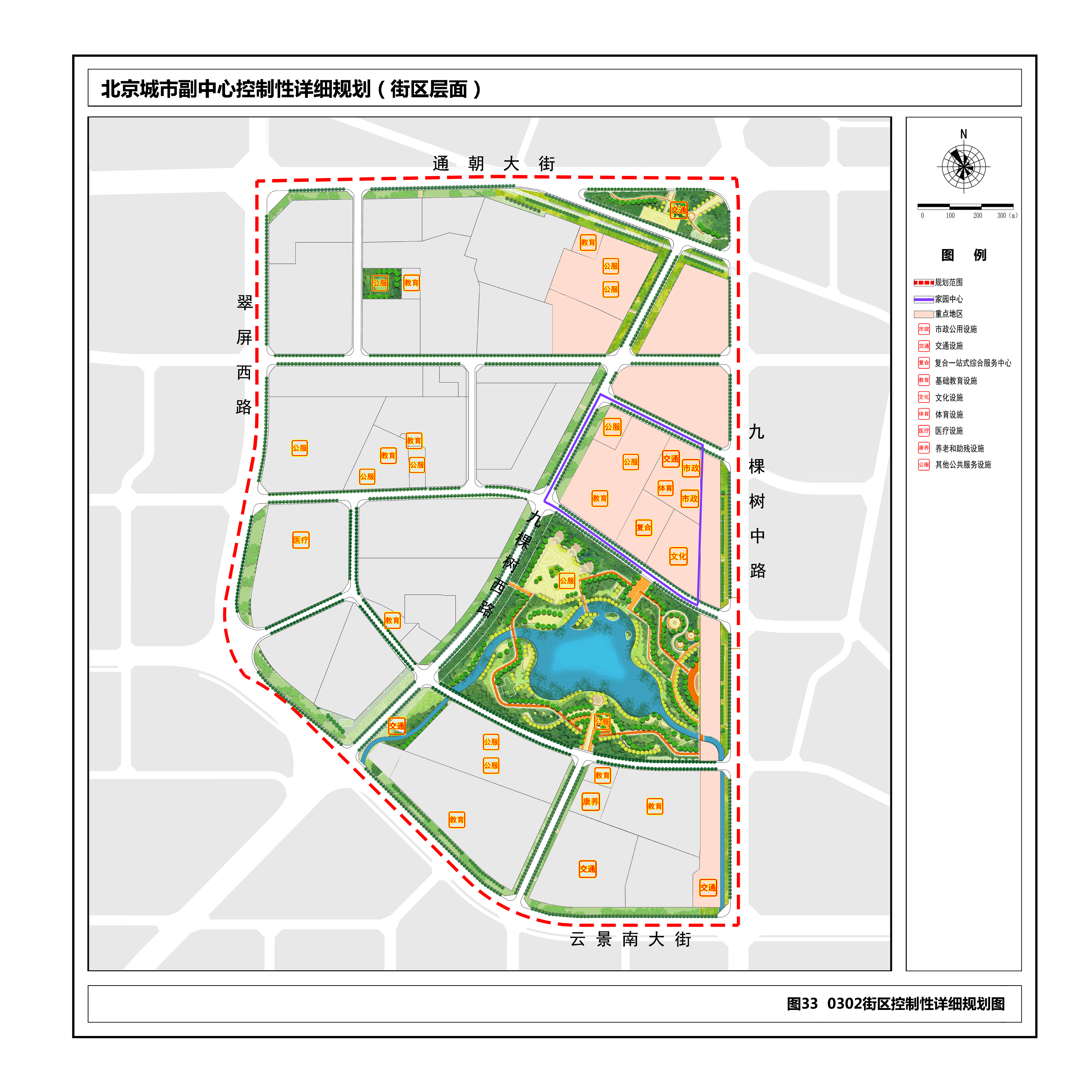
《北京城市副中心控制性详细规划（街区层面）（2016年—2035年）》 0302街区规划图则

云景公园是一座规划中的位于北京市通州区梨园镇的公园，南侧为云景南大街，西侧为九棵树西路，东侧为九棵树中路，建设总面积为78387平方米。公园分为两期，孙王场村西侧为分界线。云景公园现在是梨园渔场。
中规院风景院的设计方案在专家评审会中获得第一名，其方案包含五大系统，将通过对现状工业建筑拆、留、改、用，成为公园设施。